# 张东瀛 (光绪进士)
张东瀛（？—？），字震山，号秋泉，河北省臨西老官寨人，清朝政治人物。进士出身。

## 生平
光绪三年（1877年）丁丑科進士。同年五月，改翰林院庶吉士。光绪六年（1880年）四月，散館改知县。授江苏震泽县知县。光绪七年（1881年）四月任吴江县知县。光緒八年（1882年）署江蘇婁縣知縣。光绪十年（1884年）九月任宝山县知县，不久因丁忧卸任。
工书法，嗜饮酒。